# Campos dos Goytacazes
Campos dos Goytacazes es un municipio brasileño del estado de Río de Janeiro, Brasil. Se localiza a una latitud de 21° 45' 14" Sur y una latitud de 41° 19' 26" Oeste, estando a una altitud de 14 metros sobre el nivel del mar. Tiene una población estimada en el año 2009 de 434.008 habitantes, en una superficie de 4.031,910 km².
A lo largo de sus costas, sobre el océano Atlántico, es importante la explotación de petróleo y gas natural por parte de la Petrobrás. Es la más grande productora de petróleo de Brasil y fue la primera ciudad en tener energía eléctrica en Latinoamérica, siendo conocida como "ciudad energía", capital del petróleo y del azúcar. Su principal acceso es la carretera BR-101.
Se ubican en esta ciudad importantes universidades brasileñas como Universidade Estadual do Norte Fluminense y Universidade Federal Fluminense.

## Toponimia
Su nombre debe a los aborígenes goitacaces, raza originaria que habitaba estas tierras antes de la llegada de los primeros colonos portugueses en 1627.

## Historia
Los portugueses empezaron la colonización de las tierras de los indios goitacás en 1627, con la llegada de los "Sete Capitães" (Siete Capitanes). La región, que pertenecía a la Capitanía de São Tomé, se tornó cincuenta años después, el día 20 de mayo, en la Vila de São Salvador dos Campos. El surgimiento de la industria sucrera en 1652 principió el desarrollo de la región.
Campos fue elevada a la categoría de ciudad el 28 de marzo de 1835. Allí importantes acontecimientos históricos ocurrieron. Uno de ellos fue la partida de los primeros voluntarios para la Guerra del Paraguay, el 28 de enero de 1865. Otro momento importante fue el movimiento por la abolición de la esclavitud que tuvo su ápice el 17 de julio de 1881, con la fundación de la "Sociedade Campista" (Sociedad Campista) Libertadora, que propagaba la lucha contra la esclavitud. Los periodistas Luiz Carlos de Lacerda y José do Patrocínio, apodado "el Tigre de la Abolición", fueron los nombres principales de este movimiento.
Durante el siglo XX fue descubierto petróleo en la plataforma continental de la región, lo que empezó un nuevo ciclo de crecimiento económico.

### División del territorio
Campos nació cubriendo las regiones Norte y Noroeste de Río de Janeiro, con excepción de São João da Barra. En la época, el municipio limitaba con Nova Friburgo, Cantagalo, Cabo Frío y el estado de Minas Gerais, pero con la emancipación de la ciudad de Itaperuna, perdió la mitad de su territorio. A partir de la década de 1980, Campos perdió cinco de sus antiguos distritos, que actualmente comprenden los municipios de Italva y Cardoso Moreira.

### Turismo

#### Atractivos Naturales
Como atractivos naturales, se destacan:
- Región del Imbé
- Región de la Bela Joana
- Región de las Sierras (Pico São Mateus, Pedra Lisa [pico de 726 metros] y Pedra do Baú)
- Playa de Farol de São Tomé
- Rio Preto

#### Solares
- Solar de los Airizes (Primero inmóvil de Campos considerado Patrimonio Histórico Nacional, fue escenario para el escritor Bernardo Guimarães, autor del romance "Esclava Isaura", conocido mundialmente)
- Solar del Colégio (en estilo barroco jesuítico, construido por los jesuitas en la mitad del siglo XVII)
- Solar del Barón de Pirapetinga (construido entre 1861 y 1865)
- Solar Saturnino Braga (del siglo XIX)
- Solar del Visconde de Araruama (fin del siglo XVIII)
- Solar de la Baronesa (de 1840)
- Solar del Barão da Lagoa Dourada (construido en 1860 y actual Liceo de Humanidades de Campos)
- Solar del Barão de Carapebus (construido en 1846, hoy es el Asilo do Carmo)
- Solar del Barão de Muriaé

#### Histórico-Cultural
Casarios
- Hotel Gaspar (1830)
- Hotel Palace

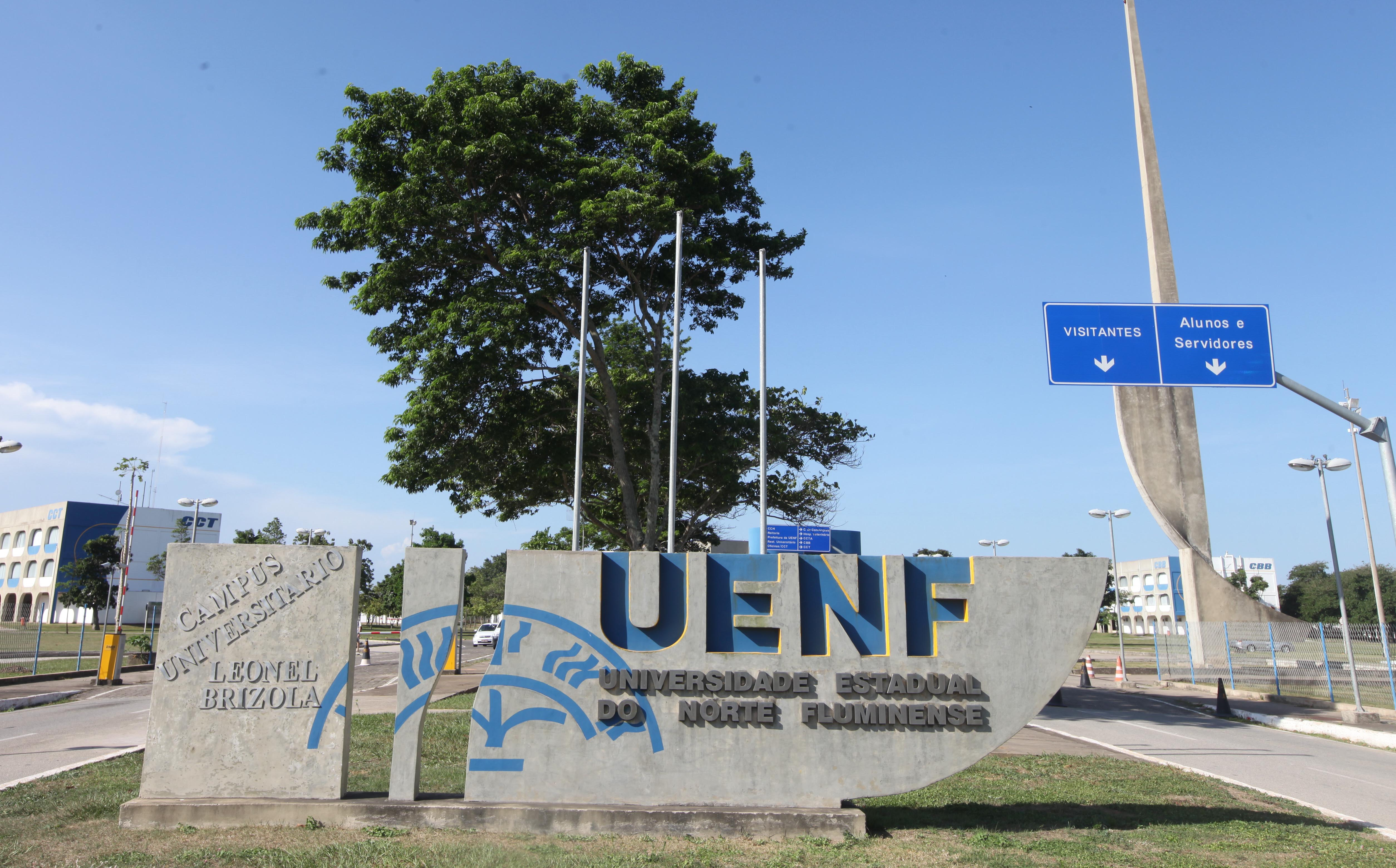
Entrada de la Universidad Estatal del Norte Fluminense

- Casa de la Família Rodrigues (1870)
- Santa Casa de Misericordia (1944)
- Lira de Apolo (1912)
- Villa Maria - UENF (1918)

Plazas, etc
- Academia Campista de Letras
- Banco do Vovô
- Barón do Rio Branco
- Boulevard Francisco de Paula Carneiro
- Correios e Telégrafos
- Forum Nilo Peçanha (construido en 1935)
- Jardin do Liceu (cerca del ayuntamiento),

- Liceo de Humanidades de Campos
- Librería Ao Livro Verde (librería más antigua de Brasil, construida em 1844)
- Obelisco (construido en 1911)
- Palácio da Cultura e Pantheon
- Plaza Santíssimo Salvador
- Plaza Dr. Nilo Peçanha (actual Jardin São Benedito)
- Torre de la Fábrica de Tecidos (construida en 1885)